# NGC 1391
NGC 1391 is een lensvormig sterrenstelsel in het sterrenbeeld Eridanus. Het hemelobject werd in 1886 ontdekt door de Amerikaanse astronoom Francis Preserved Leavenworth.

## Synoniemen
- PGC 13436
- ESO 548-59
- MCG 3-10-20
- NPM1G -18.0142